# Подмаренник круглолистный
Подмаренник круглолистный (лат. Galium rotundifolium) — вечнозелёное травянистое растение, вид рода Подмаренник (Galium) семейства Мареновые (Rubiaceae). Ареал вида простирается от Европы до Афганистана, а также включает Марокко, северное Борнео, Яву и от Бангладеш до Вьетнама. Встречается только в умеренных регионах Европы.

## Ботаническое описание
Подмаренник круглолистный — небольшое вечнозелёное многолетнее травянистое растение, достигающее в высоту около 15 см, редко до 30 см с восходящими стеблями. Листья широкоэллиптические или яйцевидные, обычно по четыре листа в мутовке, с выступающими жилками. Края листа покрыты тонкими колючками или опушены белыми щетинками. Цветки в широко разветвлённой метёлке. Цветёт с июня по сентябрь, в зависимости от местоположения. Плоды зелёные, с длинными крючковатыми волосками.

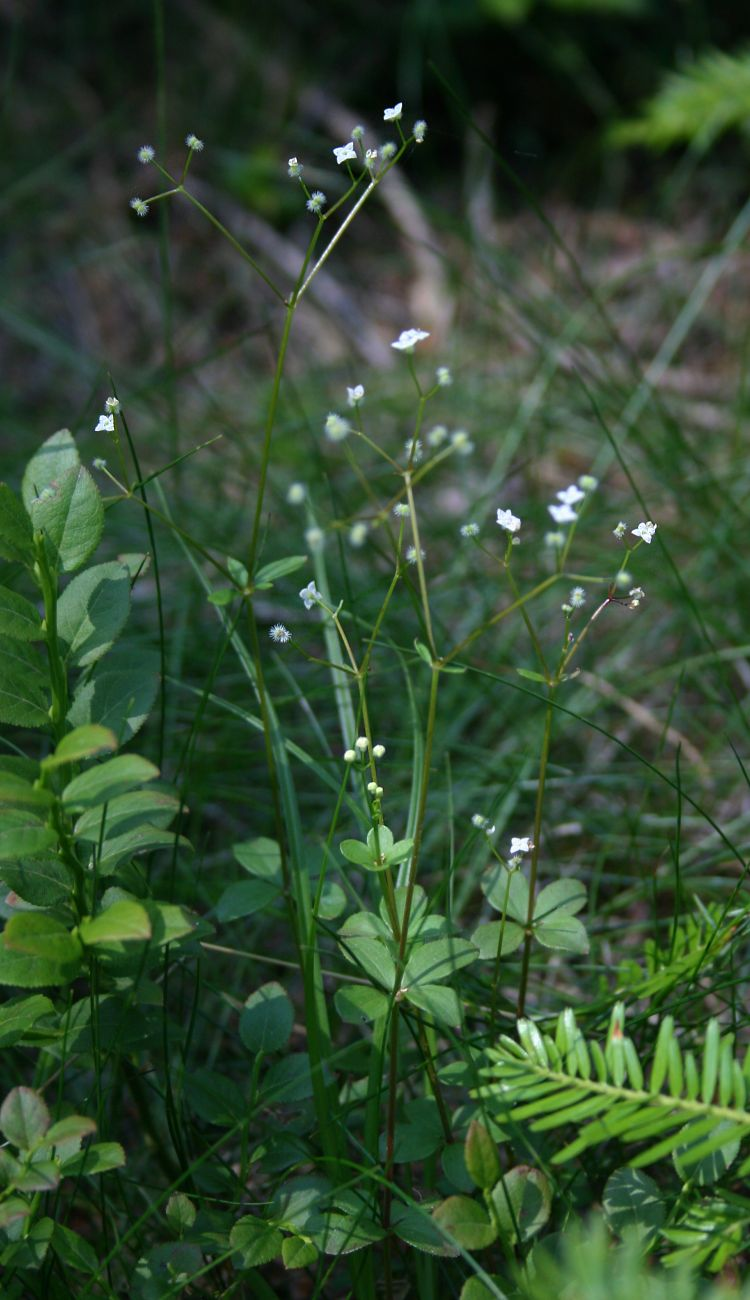
Общий вид
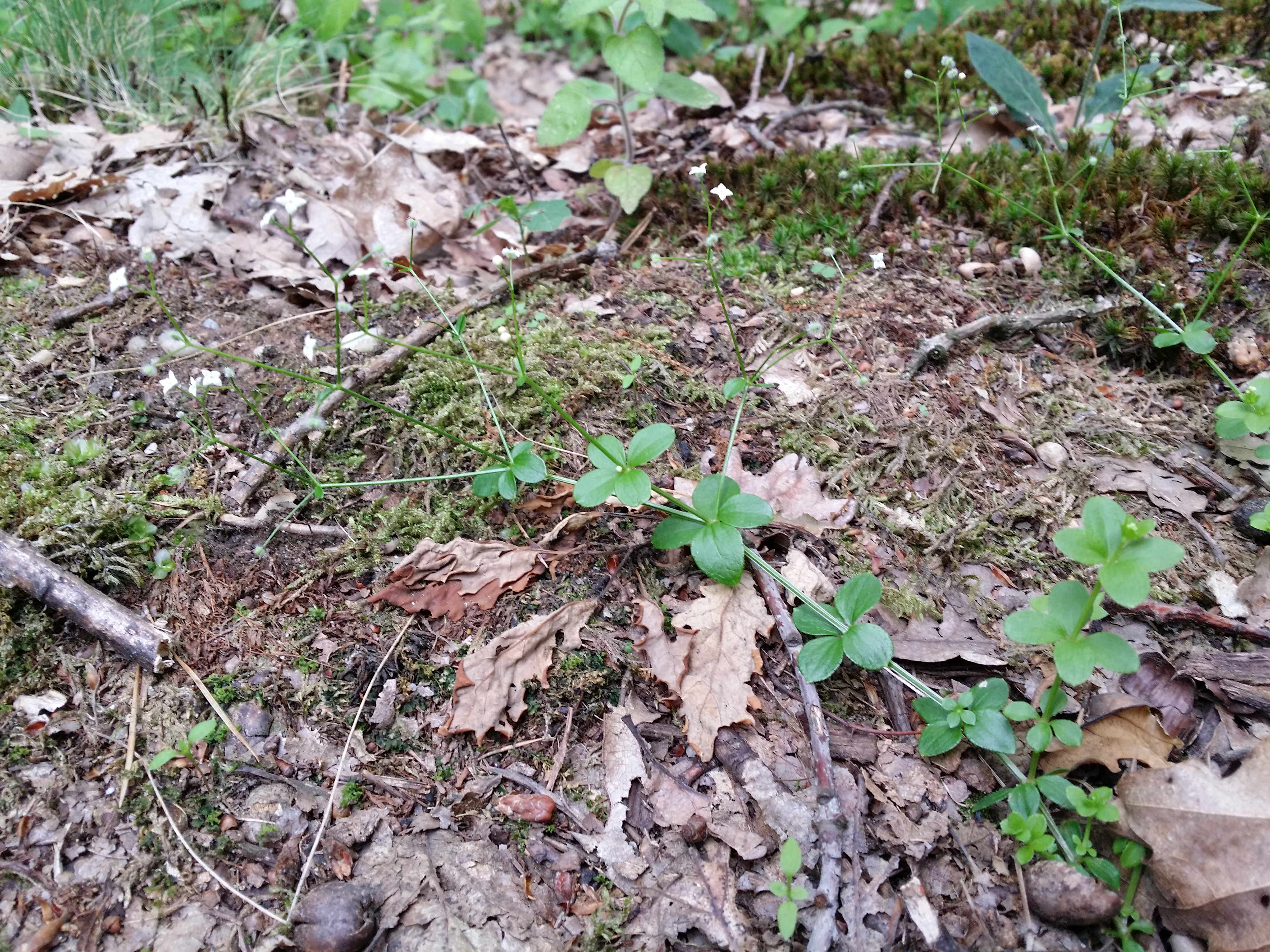
Стелющийся стебель
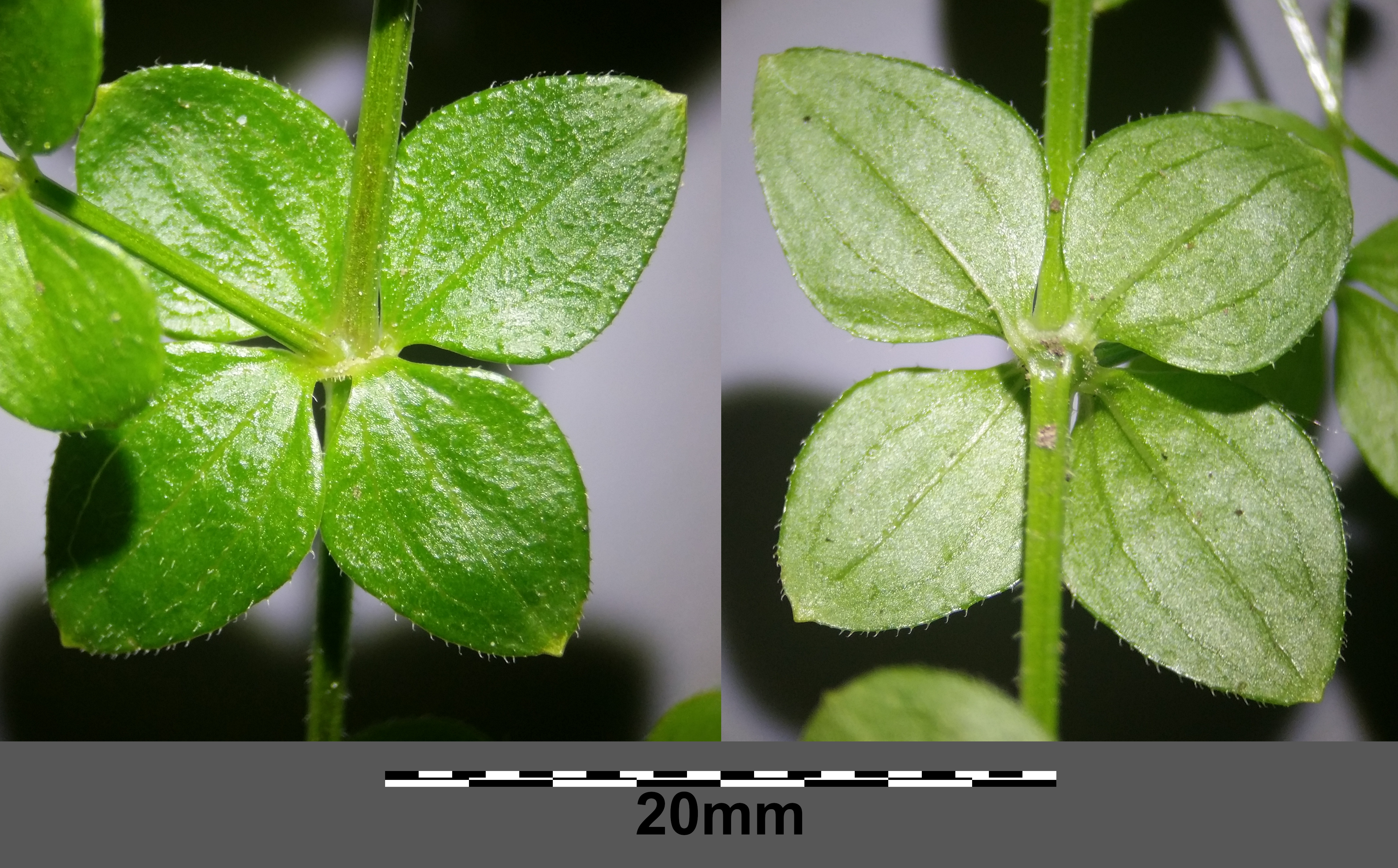
Мутовка (верхняя и нижняя стороны)
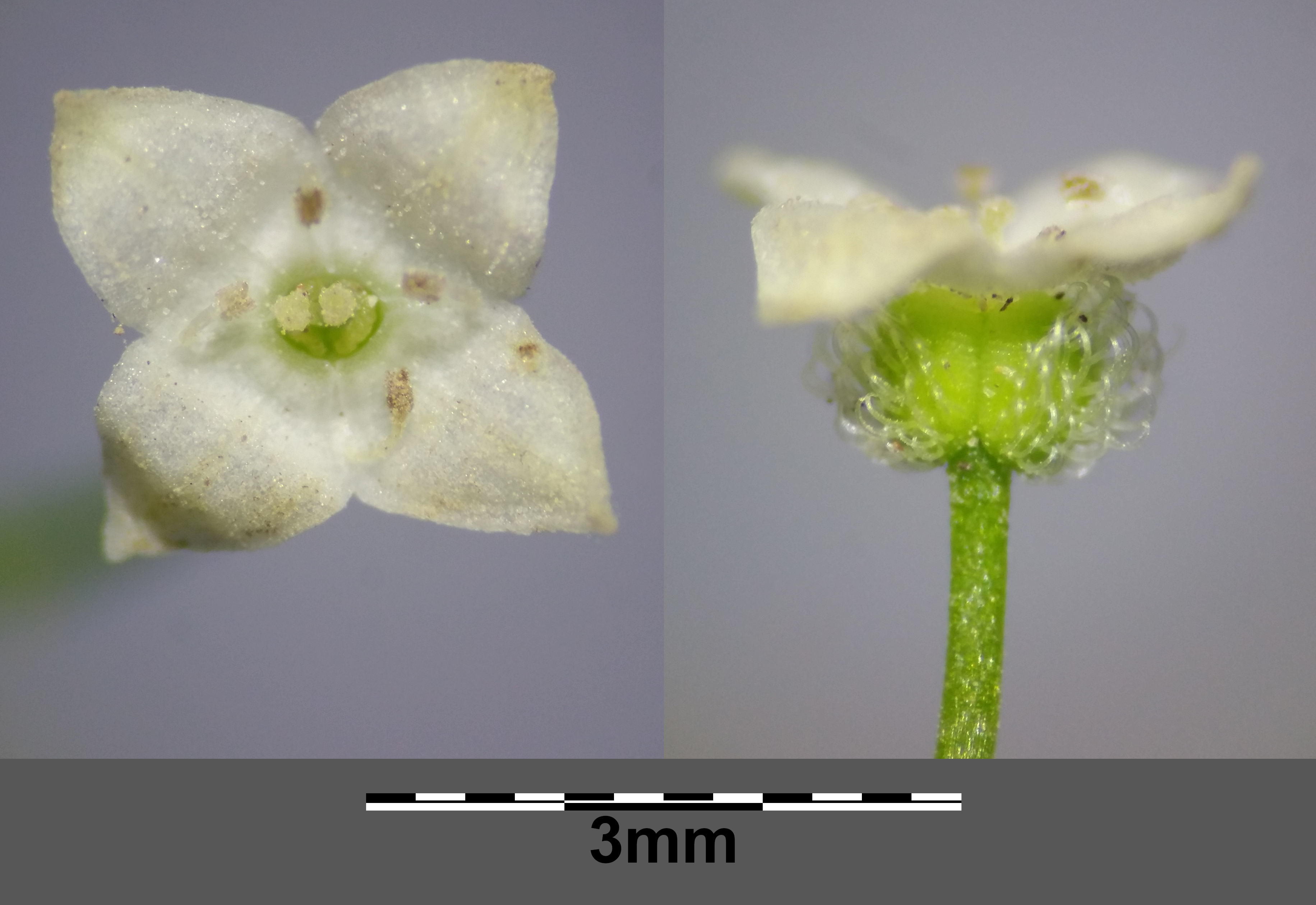
Цветок

## Ареал и местообитание
Подмаренник круглолистный широко распространён в большей части Европы, а также в Марокко, на Кавказе и в Юго-Западной Азии от Турции до Афганистана. Изолированные популяции обнаружены во Вьетнаме, Сабахе (Малайзия) и на Яве (Индонезия).
Растёт преимущественно в смешанных елово-пихтовых лесах и ельниках. Широко распространён в горах, в остальном ареале очень разбросан. В Центральной Европе растёт рассеянно, но густо, в богатых мхом лесах, на свежих, умеренно богатых питательными веществами, богатых основаниями, умеренно кислых, гуминовых и глинистых почвах во влажном климате. Тенелюбивое растение.